# ようこそ青
『ようこそ青』（ようこそブルー）は、吉村明美による漫画作品。『プチコミック』（小学館）1983年2月号-5月号に連載された。

## あらすじ
大学に入ってから初めての正月を目前に控えた春子。ある夜、銭湯から帰ると、家を出た時からずっとアパートの前にいる隣人に気付く。訝しみながらも部屋へ入ろうとした春子だが、内鍵を掛けたままで部屋に入れない。
すると、その隣人も鍵を失くし部屋に入れないだけだと分かる。彼に手伝ってもらい窓から部屋に入った春子だが、彼を雨の中放っておけず、彼も招き入れる。
後日、お礼を兼ねて食事をご馳走になるが、彼の持ち物から、彼が今人気のモデル青猫だと分かる。
自分とは住む世界の違う人なのだと自分に言い聞かせる春子だが、2人は不思議と惹かれ合っていった。

## 登場人物
真白 春子（ましろ はるこ）
大学生。親元を離れ、一人暮らしをしている。
ひょんなことから隣人が「青猫」だと分かり、誰も気付こうとしない彼の内面的な弱さに気付く。
葦原 十三（あしはら じゅうぞう）
「青猫」という名でプロフィールを一切明かさないモデルとして活躍している。
作者は、死後に伝説性が高まったジェームズ・ディーンをイメージしてこのような結末にしたが、読者からは「裏切りだ!」など反響が大きかったという。